# كأس بلغاريا 2013–14
كأس بلغاريا 2013–14 (بالبلغارية: Купа на България по футбол 2013/14)‏ هو الموسم 92 من كأس بلغاريا. أقيم خلال الفترة 17 سبتمبر 2013 وحتى 15 مايو 2014، وأشرف على تنظيمه اتحاد بلغاريا لكرة القدم، وكان عدد الأندية المشاركة فيه 32، وفاز فيه نادي لودوغورتس رازغراد.